# Elaphria niveiplaga
Elaphria niveiplaga är en fjärilsart som beskrevs av William Schaus 1898. Elaphria niveiplaga ingår i släktet Elaphria och familjen nattflyn. Inga underarter finns listade i Catalogue of Life.